# A Noite Escura da Alma

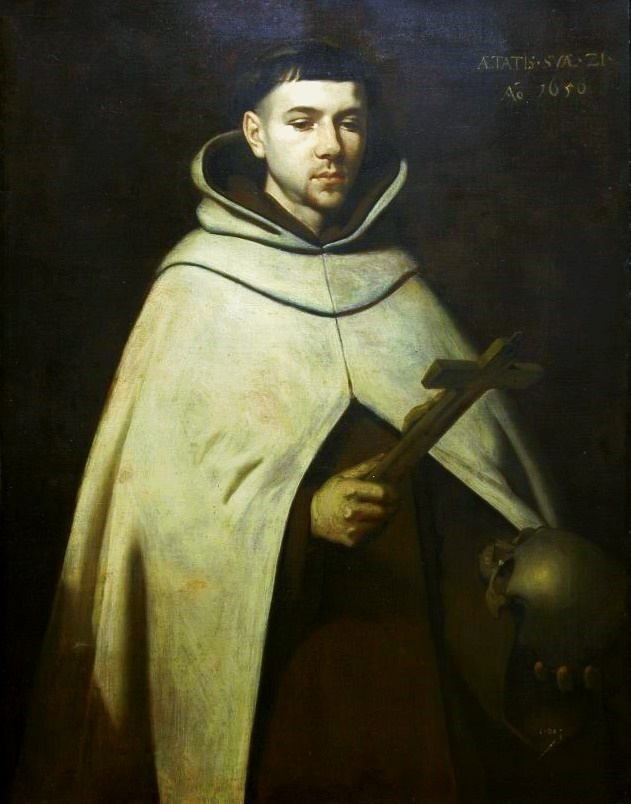
São João da Cruz.

A Noite escura da alma (em castelhano La noche oscura del alma) é um poema escrito no século XVI pelo poeta espanhol e místico cristão São João da Cruz e de um tratado por ele escrito posteriormente que consiste num comentário ao poema.

Em uma noite escura
De amor em vivas ânsias inflamada
Oh! Ditosa aventura!
Saí sem ser notada,
Estando já minha casa sossegada.
Na escuridão, segura,
Pela secreta escada, disfarçada,
Oh! Ditosa aventura!
Na escuridão, velada,
Estando já minha casa sossegada.
Em noite tão ditosa,
E num segredo em que ninguém me via,
Nem eu olhava coisa alguma,
Sem outra luz nem guia
Além da que no coração me ardia.
Essa luz me guiava,
Com mais clareza que a do meio-dia
Aonde me esperava
Quem eu bem conhecia,
Em lugar onde ninguém aparecia.
Oh! noite, que me guiaste,
Oh! noite, amável mais do que a alvorada
Oh! noite, que juntaste
Amado com amada,
Amada, já no amado transformada!
Em meu peito florido
Que, inteiro, para ele só guardava,
Quedou-se adormecido,
E eu, terna o regalava,
E dos cedros o leque o refrescava.
Da ameia a brisa amena,
Quando eu os seus cabelos afagava,
Com sua mão serena
Em meu colo soprava,
E meus sentidos todos transportava.
Esquecida, quedei-me,
O rosto reclinado sobre o Amado;
Tudo cessou. Deixei-me,
Largando meu cuidado,
Por entre as açucenas olvidado."

## Poema e Tratado de São João da Cruz
O poema de São João da Cruz narra a jornada da alma desde a sua morada carnal até a união com Deus. A jornada é referida como “Noite Escura”, pois a escuridão representa as dificuldades da alma em desapegar-se do mundo e atingir a luz da união com o Criador. Há vários níveis nesta escuridão atados em sucessivos estágios. A ideia principal do poema pode ser vista como sendo a dolorosa experiência que as pessoas têm de suportar ao buscar crescimento espiritual e a união com Deus.
A obra é dividida em dois livros que se referem a dois estágios da escuridão da noite. O primeiro é a purificação dos sentidos. O Segundo e o mais intenso de ambos é o da purificação do espírito, que é também o mais difícil de ser atingido. A “Noite Escura da Alma” ainda descreve os dez níveis na progressão em direção ao amor místico, tal como fora descrito por São Tomás de Aquino e, em parte, por Aristóteles.
O poema foi escrito no período em que João da Cruz esteve preso devido a seus irmãos carmelitas não aceitarem suas reformas na Ordem do Carmo. O tratado foi escrito posteriormente e consiste em um comentário teológico sobre o poema, explicando cada um dos níveis mencionados em seus versos.

## Termo espiritual na tradição cristã
O termo “Noite Escura (da alma)” é usado no cristianismo para referir-se à crise espiritual na jornada rumo à união com Deus, como a que é descrita por São João da Cruz. Grosso modo, a crise consiste na ausência de Deus na vida daquele que crê.
Tipicamente para um crente que se encontra na noite escura da alma, disciplinas espirituais como a prece e forte devoção a Deus, subitamente parecem perder todo o valor empírico; a prece tradicional passa a ser extremamente difícil e não gratificante por um longo período durante a noite escura. O indivíduo sente como se de repente Deus o tivesse abandonado ou como se sua vida de prece tivesse entrado em colapso. É importante notar, contudo, que a presença de dúvida não é o mesmo que o abandono de Deus.
Há uma forte tradição bíblica de autênticas crises diante de Deus. Os Salmos 13, 22 e 44, por exemplo, mostram o rei Davi passando por uma séria crise e angustiado diante de Deus, ainda assim, isso não é condenado nem mencionado como falta de fé, mas sim como a única medida de fé que David poderia ter em face ao aparente fulminante abandono. O Salmo 88 é um dos poucos escritos inteiramente neste reino de escuridão.
Ao invés de resultar em permanente devastação, a noite escura é considerada uma bênção disfarçada, pela qual o indivíduo é despojado (na noite escura dos sentidos) do êxtase espiritual associado com atos de virtude. Embora os indivíduos possam, por um momento parecer declinar em suas práticas de virtude, na realidade, eles se tornam mais virtuosos, uma vez que passam a ser virtuosos menos devido às recompensas espirituais (êxtases nos casos da primeira noite) e mais devido a um verdadeiro amor a Deus. Este é o purgatório, a purgação da alma, que traz pureza e união com Deus.
Santa Teresinha de Lisieux, uma carmelita francesa do século XIX, sofreu experiência semelhante. Centrando-se em dúvidas sobre a vida após a morte, ela teria dito a suas colegas freiras, "Se você soubesse em que escuridão eu estou mergulhada".
Apesar desta crise ser geralmente de natureza passageira, pode durar por longos períodos. A "noite escura" de São Paulo da Cruz, no século XVIII durou 45 anos, até que ele estivesse totalmente recuperado. A "noite escura" de Madre Teresa também foi duradoura. Madre Teresa de Calcutá, de acordo com cartas publicadas em 2007, disse a respeito de sua própria crise "pode ser o caso mais longo registrado", com início em 1948, durando quase até sua morte, em 1997, com apenas breves intervalos de alívio entre. Padre Frei Franciscano Bento Groeschel, amigo de Madre Teresa durante grande parte de sua vida, afirma que "a escuridão a deixou" no final da vida.

## Na cultura popular
A Noite Escura da Alma (em inglês Dark Night of the Soul) é o nome dado a um álbum gravado pela banda de rock alternativo Sparklehorse com produção de Danger Mouse e em parceria com David Lynch.
A cantora canadense Loreena McKennitt transformou o poema Dark Night of the Soul em música no álbum The Mask and Mirror 
A banda americana de metal Fear Factory usou o termo dark night of my soul na última faixa ("Timelessness") do álbum intitulado Obsolete.